# Central Hockey League (1963–1984)
För andra betydelser, se Central Hockey League.
Central Hockey League (CHL), tidigare Central Professional Hockey League (CPHL), var en amerikansk professionell ishockeyliga som var verksam mellan 1963 och 1984.

## Historik
Ishockeyligan grundades 1963 med namnet Central Professional Hockey League (CPHL) men bara fem år senare antogs ett nytt namn i Central Hockey League (CHL). Det meddelades också att ishockeyligans huvudkontor skulle flyttas från Detroit i Michigan till Fort Worth i Texas. I ett senare skede blev samtliga ishockeylag i CHL kontrollerade av medlemslag i den nordamerikanska professionella ishockeyligan National Hockey League (NHL). NHL använde CHL främst som en farmarliga och komplement till American Hockey League (AHL) och International Hockey League (IHL). År 1984 lades CHL ner på grund av bristande intresse från NHL, främst för att det blev för dyrt att hålla igång ishockeyligan.

## Lag
Samtliga ishockeylag som spelade i CPHL/CHL.
| - Albuquerque Six-Guns - Amarillo Wranglers - Birmingham Bulls - Birmingham South Stars - CHL Oilers - Cincinnati Stingers - Cincinnati Tigers - Cincinnati Wings - Colorado Flames - Dallas Black Hawks - Denver Spurs - Fort Worth Texans - Fort Worth Wings - Houston Apollos - Indianapolis Capitols - Indianapolis Checkers - Iowa Stars - Kansas City Blues - Kansas City Red Wings | - Memphis South Stars - Memphis Wings - Minneapolis Bruins - Minnesota Rangers - Montana Magic - Nashville South Stars - Oklahoma City Blazers - Oklahoma City Stars - Omaha Knights (1963–1965) - Omaha Knights (1966–1975) - Phoenix Roadrunners - Salt Lake Golden Eagles - Seattle Totems - St. Louis Braves - St. Paul Rangers - Tucson Mavericks - Tulsa Oilers - Wichita Wind |

## Vinnare
Samtliga vinnare av CPHL/CHL:s slutspel.
| Central Professional Hockey League - 1963–1964: Omaha Knights - 1964–1965: St. Paul Rangers - 1965–1966: Oklahoma City Blazers - 1966–1967: Oklahoma City Blazers - 1967–1968: Tulsa Oilers Central Hockey League - 1968–1969: Dallas Black Hawks - 1969–1970: Omaha Knights - 1970–1971: Omaha Knights - 1971–1972: Dallas Black Hawks | - 1972–1973: Omaha Knights - 1973–1974: Dallas Black Hawks - 1974–1975: Salt Lake Golden Eagles - 1975–1976: Tulsa Oilers - 1976–1977: Kansas City Blues - 1977–1978: Fort Worth Texans - 1978–1979: Dallas Black Hawks - 1979–1980: Salt Lake Golden Eagles - 1980–1981: Salt Lake Golden Eagles - 1981–1982: Indianapolis Checkers - 1982–1983: Indianapolis Checkers - 1983–1984: Tulsa/CHL Oilers |